# The Homesick
The Homesick is een Nederlandse band uit Dokkum, gevormd in 2012. De band bestaat uit Jaap van der Velde (zang/effecten/bas), Elias Elgersma (zang/effecten/gitaar) en Erik Woudwijk (drums).

## Geschiedenis

### 2012-2018: beginjaren,Television,Twst Yr WrstsenYouth Hunt
De band bracht hun eerste album Youth Hunt uit in 2017, bij de Nederlandse platenmaatschappij Subroutine Records. Daarvoor waren al de ep's Television (2013) en Twst Yr Wrsts (2014) uitgebracht, evenals de single Stereo Lisa / Boys (2015).

### 2019-2020: Sub Pop-contract enThe Big Exercise
In 2019 tekende The Homesick een contract bij de Amerikaanse platenmaatschappij Sub Pop uit Seattle, waarmee de band de eerste Nederlandse act was die tekende bij het label. Bij dat label kwam in februari 2020 het tweede studioalbum van de band uit, getiteld The Big Exercise. Op 9 februari 2020 belandde de single 'I Celebrate My Fantasy' (2019) op de hoogste positie van de Graadmeter op Pinguin Radio.

### 2020-heden: nieuw geluid en derde album
Doordat de lockdown van de coronapandemie The Homesick ervan weerhield op een grote tournee te gaan, besloten ze een pauze in te lassen. In 2021 kwam de band weer bij elkaar, maar besloten een andere muzikale richting in te gaan. Van der Velde en Elgersma verruilden hun gitaren voor synthesizers, effectinstrumenten en samplers, zoals de Roland SP-404. Woudwijk bleef echter bij zijn drumstel.
Na twee jaar lang tijdens diverse optredens hun nieuwe, elektronische muziek te ontwikkelen, bracht de band op 8 september 2023 hun derde, titelloze album The Homesick in eigen beheer uit, opgevolgd door de twee singles 'Soola' en 'Millimetric'.

## Discografie

### Albums
- 2017: Youth Hunt
- 2020: The Big Exercise
- 2023: The Homesick

### Singles
- 2014: 'Cut Your Hair'
- 2015: 'Stereo Lisa / Boys'
- 2017: 'St. Boniface'
- 2018: 'Gucci Gucci'
- 2019: 'I Celebrate My Fantasy'
- 2019: 'Kaïn'
- 2020: 'Male Bonding'
- 2023: 'Soola'
- 2023: 'Millimetric'

### Ep's
- 2013: Television EP
- 2014: Twst Yr Wrsts